# HMS Lizard (1757)
HMS Lizard (1757) — 28-пушечный фрегат 6 ранга Королевского флота. Седьмой корабль Его величества, названный в честь мыса Лизард.

## Постройка
Заказан 13 апреля 1756 года (выполненный Слейдом проект типа Coventry одобрен в начале 1756 года). Контракт с Генри Бердом подписан 28 апреля 1756 года, предусматривал спуск на воду через 12 месяцев. Заложен 5 мая 1756 года. Название присвоено 25 мая. Спущен на воду 7 апреля 1757 года на частной верфи Берда Globe Stairs в Ротерхайт. Достроен 1 июня 1757 года в Дептфорде.

## Служба

### Семилетняя война
1757 — вступил в строй в марте, капитан Винсент Пирс (англ. Vincent Pearce); 12 июля взял французский корсар L'Hiver; ноябрь-декабрь, в эскадре Корниша. 
1758 — с флотом Ансона; сентябрь(?) и.о. капитана коммандер Бродерик Харвелл (англ. Broderick Harwell); 12 сентября совместно с HMS Shrewsbury и HMS Unicorn в бухте Одьерн взял Calypso; 2 октября у Бреста взял 10-пушечный Hanovre; октябрь, капитан Джеймс Дрейк (англ. James Drake).
1759 — 18 февраля ушел в Америку; был при взятии Квебека.
1760 — 29 февраля снова ушел в Северную Америку, затем на Подветренные острова.
1762 — капитан Френсис Банкс (англ. Francis Banks); июнь, Подветренные острова; был при оккупации Мартиники; 6 июня-13 августа в операциях под Гаваной.
1763 — июнь, выведен в резерв и рассчитан.

### Межвоенные годы
1769 — август, капитальный ремонт и оснащение в Портсмуте по декабрь 1770 года.
1770 — октябрь, введен в строй в связи с Фолклендским кризисом, капитан Чарльз Инглис (англ. Charles Inglis).
1771 — 5 сентября ушел в Северную Америку.
1774 — январь, выведен в резерв и рассчитан.

### Американская революционная война
1775 — июнь, введен в строй, капитан Джон Гамильтон (англ. John Hamilton); июнь-август, оснащение в Портсмуте; 16 августа ушел в Северную Америку (р. Св. Лаврентия).
1776 — июнь, капитан Томас Маккензи (англ. Thomas Mackenzie); 4 декабря взял американский приватир Putnam.
1777 — март-май, оснащение в Плимуте; 16 мая ушел в Северную Америку; 
1779 — февраль-май, оснащение и обшивка медью в Чатеме; капитан Френсис Парри (англ. Francis Parry).
1780 — февраль-апрель, оснащение в Чатеме; 18 мая совместно с куттером HMS Busy отбил куттер Jackal.
1781 — капитан Эдмунд Дод (англ. Edmund Dod); 13 марта ушел на Подветренные острова; 29-30 апреля был при Мартинике; затем Ямайка и Подветренные острова.
1782 — 25-26 января был при Сент-Киттсе; 25 января взял французский куттер L'Espion; сентябрь, выведен в резерв и рассчитан.

### Парижский мир
1783 — февраль, большой ремонт на верфи John & William Wells по июнь 1784 года.
1790 — май-август, оснащение на верфи John Perry, Блэкуолл; июль, введен в строй в ходе т. н. «испанского вооружения», капитан Джон Хатт (англ. John Hutt).
1791 — октябрь, выведен в резерв и рассчитан.

### Французские революционные войны
1792 — введен в строй в декабре, капитан Томас Уильямс (англ. Thomas Williams).
1793 — 24 марта совместно с HMS Cleopatra в Северном море взял корсар Les Trois Amis; в марте же взял 8-пушечный Sans Culotte и Vaillant Custine.
1794 — май, выведен в отстой в Портсмуте.
1797 — январь, лейтенант Джон Буллер (англ. John Buller), превращен в госпитальное судно.
1798 — лейтенант Джон Макфарленд (англ. John Mcfarland).
1799 — октябрь, подготовлен к переводу в устье Темзы; ноябрь, перестройка в Чатеме под госпитальное судно по март 1800 года; поставлен в Стангейт-крик.
1828 — 22 сентября продан в Ширнесс.